# 郭誦
郭 誦（かく しょう、生没年不詳）は、西晋から五胡十六国時代の人物。滎陽郡太守李矩の外甥にあたる。

## 生涯
新鄭に割拠する一族の李矩に仕えていた。智謀に長けていたという。
建興2年（314年）6月、河内郡太守郭黙は漢軍から攻撃を受け、進退窮まって李矩に帰順を請うた。郭誦は李矩へこれに応じるよう勧めると、李矩は郭誦を派遣して迎え入れさせたが、郭黙は漢軍の攻撃を恐れて合流出来なかった。郭誦は密かに小舟で黄河を渡ると、勇士を派遣して懐城を夜襲し、留守をしていた漢軍を大破した。これにより、郭黙はその配下と共に李矩に帰順する事が出来た。
建興5年（317年）2月、李矩は漢の将軍劉暢に夜襲を掛けようとしたが、兵士は敵が大軍であったので内心恐れていた。その為、李矩の命により、郭誦は鄭の宰相子産の祠へ参ると「昔、君が鄭の相であられた時、悪鳥は鳴く事はありませんでした。ですが今は凶胡・臭羯が蔓延っており、彼らがどうして長輩の戒めを理解できましょうか！」と言い、さらに巫には高らかに「東里（子産の居住地）からのお告げによると、神兵を遣わして協力するであろうとの事です」と言わせた。将士はこれを聞くとみな勇み立ち、先を争って進軍するようになった。郭誦は督護楊璋らと共に選抜した勇士千人を率いて劉暢の陣営を夜襲し、数千人を討ち取って鎧馬を大量に鹵獲した。
大興元年（318年）3月、漢の皇太子劉粲・将軍劉雅が歩騎10万を率いて洛陽を守る趙固を討つと、趙固は陽城山に逃亡して李矩に救援を要請した。李矩の命により、郭誦は郭黙と共に救援に向かい、洛口に駐屯した。また、配下の将軍張皮・耿稚に命じ、精鋭千人を選んで夜のうちに黄河を渡らせ、十道より同時に奇襲を掛けさせた。劉粲の兵は驚愕して逃潰し、耿稚らはその大半を殺傷して陣営を奪い取り、数え切れぬ程の軍需物資を鹵獲した。これにより、劉粲は陽郷まで撤退した。夜が明けると劉粲の反攻を受けたが、耿稚らは20日余りに渡ってこれを阻み、機を図って包囲を突破した。
その後、李矩の上表により、郭誦は揚武将軍・陽翟県令に任じられた。
大興2年（319年）6月、後趙の将軍石生は騎兵を派遣して陽翟を襲撃したが、郭誦は伏兵を設けてこれを破ったので、石生は何も戦果を挙げられなかった。石生は怒って自ら四千騎余りを率いて諸県を暴掠すると、再び郭誦の砦を攻撃したが、郭誦は堮坂においてこれを破った。さらに、勇士五百を率いて石生を追撃し、磐脂故亭においてこれを大破した。李矩は郭誦の功績を称え、上表して赤幢・曲蓋の使用を許し、吉陽亭侯に封じた。
太寧2年（324年）1月、後趙の司州刺史石生が陽翟を襲撃したが、郭誦はこれを大破し、石生を康城に撤退させた。
太寧3年（325年）、郭誦の弟郭元が後趙に捕らえられてしまった。後趙は郭元を派遣して書をもって李矩へ「去年、東の曹嶷を平らげ、西の猗盧を服属させた。矩は牛角のように真っ先にその矢面に立つ者であるのに、どうして命に服さないのだ」と降伏を勧めると、李矩はこの書を郭誦に見せた。すると郭誦は「昔、王陵は母が賊に捕らわれとなっても、なおその意を改めませんでした。まして弟であるのにどうして論じましょうか！」と言い放った。その後も石勒は郭誦に麈尾・馬鞭を贈って臣従を求めたが、郭誦は応じなかった。
6月、郭黙が李矩を裏切って密県から建康へ亡命を図ると、李矩はこれを激怒し、郭誦らに詰問の文を書かせて郭黙に送りつけ、また郭誦へ「汝は唇亡の談（唇亡びて歯寒しの故事）を知らぬのか。そもそも郭黙を迎え入れたのは卿の勧めである。それが難に臨んで逃走している。必ずこれを引き止めるように」と厳命した。郭誦は郭黙を追跡して襄城で追いついたが、郭黙は自身が李矩に怨まれていると分かっていたので、その妻子を棄てて逃走してしまった。その為、郭誦は残兵を連れて帰還した。
この後、李矩は南方へと逃れて東晋に帰順しようすると、その兵は道中で散り散りとなったが、郭誦は家を棄ててこれに付き従った。だが、その途上で李矩は命を落とした。その後、郭誦は東晋へ帰順した。
咸和5年（330年）3月、豫州刺史郭黙が乱を起こすと、太尉陶侃は討伐の兵を挙げて尋陽城を包囲した。郭誦は以前より郭黙とは交流があったので、尋陽城へ使者として派遣され、郭黙に降伏を勧めた。郭黙はこの説得に同意して降伏を約束したが、配下の張丑・宋侯らが陶侃に殺されることを恐れて反対したので、結局応じる事が出来ず、やがて部下の裏切りにより城は陥落した。その後の郭誦の動向は不明。